# Victoria Barabas
Victoria Barabas (* 1. September 1979 in New York City, New York) ist eine US-amerikanische Schauspielerin, Drehbuchautorin und Filmproduzentin.

## Leben
Barabas wurde am 1. September 1979 in New York City geboren. Von 1998 bis 2002 studierte sie Englische Sprache und Literatur an der University of Georgia. Sie beendete das Studium mit einem Bachelor of Arts. Nach ihrem Studium arbeitete sie als Redaktionsassistentin bei einem Unterhaltungsfachmagazin namens WorldScreen und sammelte dort Erfahrungen als professionelle Autorin mit einer Handvoll veröffentlichter Artikel. Anschließend wagte sie den Weg in die Werbung und arbeitete bei der Grey Global Group als Texterin für Mode- und Kosmetikmarken wie Pantene, CoverGirl, Jafra Cosmetics und Charming Charlie. Von 2010 bis 2011 machte sie ihren Master of Arts in Theaterschauspiel an der The A.C.T. Conservatory.
2009 gab Barabas in einer Episode der Fernsehserie Fringe – Grenzfälle des FBI ihr Debüt als Fernsehschauspielerin. Im Folgejahr gab sie durch eine Rolle in Der letzte Gentleman ihr Spielfilmdebüt. In den nächsten Jahren erhielt sie unter anderen Episodenrollen in den Fernsehserien White Collar und Rescue Me und stellte 2012 im Katastrophenfilm 40 Days and Nights die Rolle der Oates dar. 2013 verkörperte sie in zwei Episoden der Fernsehserie Schatten der Leidenschaft die Rolle der Quinn. Von 2016 bis 2017 war sie in insgesamt sechs Episoden der Fernsehserie WingWoman in der Hauptrolle der Sara Chambers zu sehen. Für alle Episoden fungierte sie außerdem als Drehbuchautorin und Produzentin. In den nächsten Jahren erhielt sie überwiegend Besetzungen in verschiedenen Fernsehfilmproduktionen. 2022 verfasste sie das Drehbuch für den Fernsehfilm My Husband the Narcissist. Der Film erschien am 3. Februar 2023 auf Lifetime Television.

## Filmografie (Auswahl)

### Schauspiel
- 2009: Fringe – Grenzfälle des FBI (Fringe, Fernsehserie, Episode 1x20)
- 2010: Der letzte Gentleman (The Extra Man)
- 2010: White Collar (Fernsehserie, Episode 2x06)
- 2010: Rescue Me (Fernsehserie, Episode 6x10)
- 2011: Return to Sender (Kurzfilm)
- 2012: 40 Days and Nights
- 2013: CSI: NY (Fernsehserie, Episode 9x11)
- 2013: Schatten der Leidenschaft (The Young and the Restless, Fernsehserie, 2 Episoden)
- 2013: W.M.D.
- 2014: Kelly & Cal
- 2014: The Brittany Murphy Story (Fernsehfilm)
- 2014: Navy CIS (Fernsehserie, Episode 12x04)
- 2016–2017: WingWoman (Fernsehserie, 6 Episoden)
- 2017: Thirsty Girl (Kurzfilm)
- 2018: Taco Bell: Web of Fries (Kurzfilm)
- 2018: Killer Single Dad (Fernsehfilm)
- 2018: Last Night (Fernsehfilm)
- 2019: Hidden in Plain Sight (Fernsehfilm)
- 2019: Jean Seberg – Against all Enemies (Seberg)
- 2020: Lies For Rent (Fernsehfilm)
- 2020: A Mother Knows Worst (Fernsehfilm)
- 2021: Therapy with My Ex (Kurzfilm)
- 2022: Magnum P.I. (Fernsehserie, Episode 4x12)

### Filmschaffende
- 2016–2017: WingWoman (Fernsehserie, 6 Episoden; Drehbuch, Produktion)
- 2023: My Husband the Narcissist (Fernsehfilm; Drehbuch)